# 那須與一

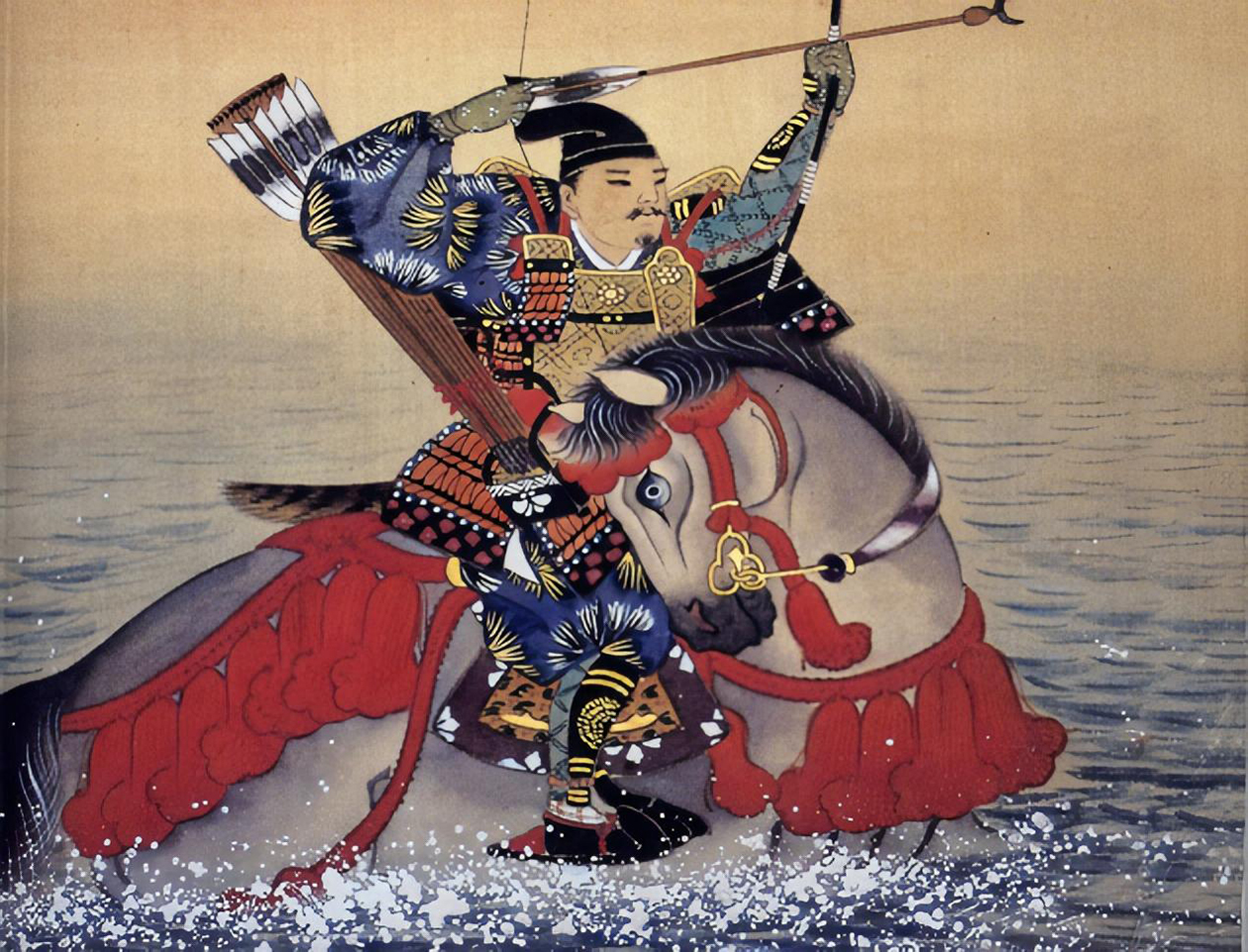
那須與一畫像，鳥取縣渡邊美術館藏

那須與一（日语：／ Nasu no Yoichi，嘉應元年（1169年）？ - 文治5年8月8日（1189年9月19日）或建久元年（1190年）10月？）是日本平安時代時源氏的武將。

## 生平
俗稱與一，本名是宗隆。是那須資隆的十一男。妻子是新田義重的女兒。他於1184年的源平合戰屋島之戰時因神乎其技的弓術而名留後世。據說當時平氏將一只扇子放在船頭，挑釁源義經的軍隊，認為沒有人可以射得到，結果被那須與一用一箭即射中。
之後他被封與信濃、丹波等分布在五國的莊園，與一的兄弟中有多人原先仕奉平氏，但與一不但赦免他們並將封邑分給兄弟。在下野國的那須氏一直傳承至日本戰國時代。